# تايسون هينز
تايسون هينز (بالإنجليزية: Tyson Hinz) مواليد 21 أكتوبر 1991 في شيربروك، هو لاعب كرة سلة كندي. بدأ مسيرته الاحترافية في سنة 2014. يلعب في الدوري الألماني لكرة السلة الدرجة الثانية. يحمل الرقم 42. يبلغ طوله 6 قدم 6 بوصة (2.0 م). حقق المركز الثاني في الألعاب الجامعية الصيفية 2011.

## الميداليات
| الميدالية | المسابقة                      |
| --------- | ----------------------------- |
| فضية      | الألعاب الجامعية الصيفية 2011 |

## روابط خارجية
- تايسون هينز على موقع كرة السلة الأوروبية.كوم (الإنجليزية)
- تايسون هينز على موقع ريلجم (الإنجليزية)
- تايسون هينز على موقع بروبوليرز (الإنجليزية)